# Руски Поток
Руски Поток (слч. Ruský Potok) насељено је мјесто са административним статусом сеоске општине (слч. obec) у округу Сњина, у Прешовском крају, Словачка Република.

## Становништво
| Година:    | 1994. | 2004.    | 2014.    | 2024.    |
| ---------- | ----- | -------- | -------- | -------- |
| Број људи: | 191   | 152      | 135      | 111      |
| Разлика:   |       | -20,41 % | -11,18 % | -17,77 % |

| Година:    | 2023. | 2024.   |
| ---------- | ----- | ------- |
| Број људи: | 113   | 111     |
| Разлика:   |       | -1,76 % |

Према подацима о броју становника из 2024. године насеље је имало 111 становника.